# 古川阪次郎

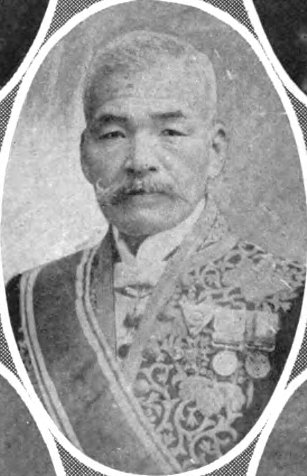
古川阪次郎

古川 阪次郎（ふるかわ さかじろう、安政5年11月4日（1858年12月8日） - 昭和16年（1941年）3月2日）は、日本の鉄道官僚。学位は、工学博士。土木学会第9代会長。錦鶏間祗候。

## 経歴
讃岐国塩飽諸島広島 (香川県)（現丸亀市広島町）に山口吉十郎の二男として生まれ、叔父古川庄八（幕府オランダ留学生）の養子となった。1884年（明治17年）、工部大学校を卒業。鉄道局に入り、鉄道作業局八王子出張所所長を務め、笹子トンネルの設計に携わった。日露戦争中は嘱託技師として、東清鉄道南部線の技術運営を担当した。南満州鉄道発足後は鉄道作業局に戻り、鉄道院技師、中部鉄道管理局長、技監、技術部長を歴任した。1913年（大正2年）、鉄道院副総裁に抜擢され、運輸局長も兼ねた。
1917年（大正6年）に退官した後は、金剛山電気鉄道株式会社取締役などを務めた。1918年（大正7年）6月21日、錦鶏間祗候を仰せ付けられた。墓所は港区光林寺。

## 栄典
- 1904年（明治37年）12月27日 - 勲四等瑞宝章[8]
- 1940年（昭和15年）8月15日 - 紀元二千六百年祝典記念章[9]